# 那降水库
那降水库是中国广西壮族自治区南宁市隆安县城厢镇境内的一座水库，位于右江支流那降河上，建于1960年。水库正常库容为1880万立方米，集雨面积为63平方千米，海拔为147米。